# Trattato del Ribelle
Trattato del Ribelle è un saggio sociopolitico del 1951 di Ernst Jünger. L'autore si interroga sui compiti che spettano agli uomini liberi, nei momenti storici in cui la tirannia impedisce loro di esprimere le proprie giuste rivendicazioni. La definizione di Ribelle è individuale ma si esplicita dentro alla comunità: "Quando tutte le istituzioni divengono equivoche o addirittura sospette, e persino nelle chiese si sente pregare ad alta voce per i persecutori, anziché per le vittime, la responsabilità morale passa nelle mani del singolo, o meglio del singolo che non si è ancora piegato".
Assieme a Über die Linie (Oltre la linea), Der gordische Knoten (Il nodo di Gordio) e Der Weltstaat (Lo stato del Mondo), il Trattato del Ribelle fa parte di una serie di saggi con cui Jünger, ormai quasi sessantenne, negli anni cinquanta, si cimenta con le contraddizioni che stanno scoppiando nelle società occidentali, appena uscite dalla seconda guerra mondiale. In particolare con i totalitarismi comunisti a est della Germania Occidentale. Helmuth Kiesel lo definisce la "Magna Charta" della disobbedienza civile in un'epoca di governo parlamentare".

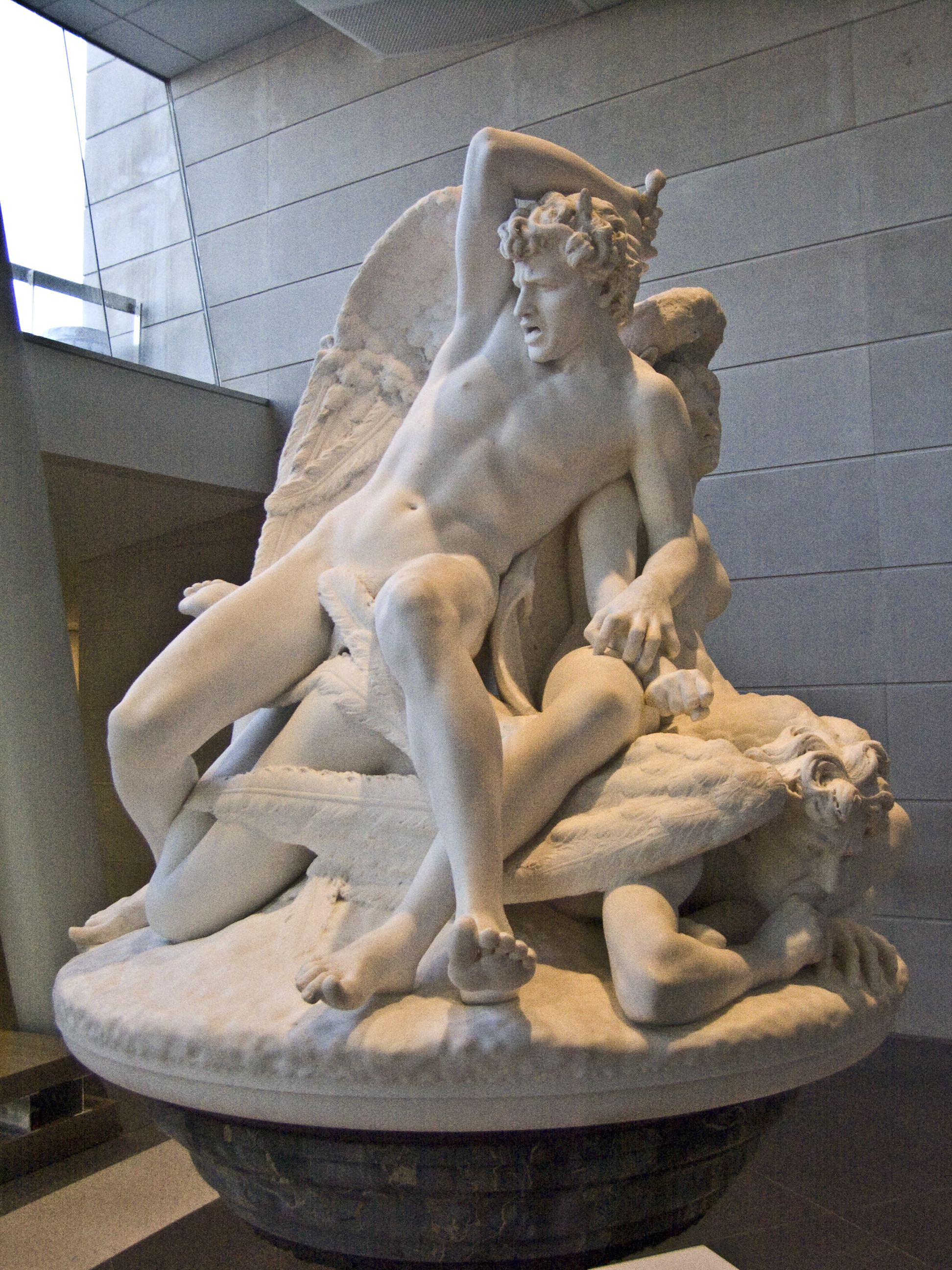
Salvatore Albano, L'angelo ribelle

## Contenuti

### Finzioni "democratiche"
Ogni tirannia ha bisogno di giustificarsi. Per questa ragione organizza false elezioni democratiche dove è utile che vi siano anche alcuni voti contrari, veri. Possibilmente non più del 2%. Questi coraggiosi che osano sfidare il regime nelle urne, nonostante il rischio di venir scoperti con trucchi diretti (spie nel seggio) o indiretti (schede numerate con macchine da scrivere senza nastro), sono comunque utili alla dittatura che, se avesse il 100% dei consensi, non potrebbe più fingere di credere nella democrazia del voto. 

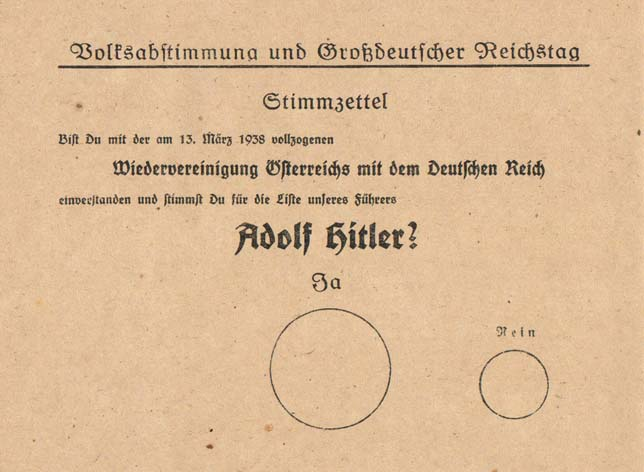
Scheda per il referendum di annessione dell'Austria alla Germania, 10 aprile 1938 (Reichstag Großdeutscher). La domanda è: "Siete d'accordo con la riunificazione dell'Austria con il Reich tedesco, voluta dal nostro capo, Adolf Hitler? Sì, No" Come si vede il cerchio del Si è in centro e ha un diametro doppio rispetto al cerchio del No

 Ma operare nella legalità diventa impossibile quando la polizia e le spie sono dappertutto: in una dittatura non è saggio esprimere apertamente la propria ribellione. Tutti possono essere denunciati e, l'apparato repressivo è tale, per cui si ha la certezza di essere imprigionati, torturati e uccisi. "L'elettore si trova davanti a un vero paradosso, perché a invitare a sceglierlo liberamente è un potere che, per parte sua, non ha alcuna intenzione di rispettare le regole del gioco."
Il singolo Ribelle - che esce dalla comunità e si dà alla macchia - può tenere in scacco centinaia di poliziotti e costringere lo Stato totalitario ad organizzare una macchina repressiva capillare per evitare che l'individuo, sostenuto dalla comunità, il "Waldgänger" "Passi al bosco" e compia indisturbato i suoi atti terroristici.

### Passare al bosco
Pertanto occorre "Passare al bosco", entrare in clandestinità, operare sul territorio, sostenuti dalle comunità residenti, come guerriglieri ribelli. "Per quel che riguarda il luogo, il bosco è dappertutto: in zone disabitate e nelle città, dove il Ribelle vive nascosto oppure si maschera dietro il paravento di una professione. Il bosco è nel deserto, il bosco è nella macchia. Il bosco è in patria e in ogni luogo dove il Ribelle possa praticare la resistenza. Ma soprattutto il bosco è nelle retrovie del nemico stesso. Il Ribelle non si lascia abbagliare dall'illusione ottica che vede in ogni aggressore un nemico della patria. Egli conosce bene i campi di lavoro forzato, i nascondigli degli oppressi, le minoranze in attesa che scocchi l'ora fatale. ...Il Ribelle organizza la rete di informazioni, il sabotaggio, la diffusione delle notizie tra la popolazione".

### La questione morale
Solo la libertà può dominare la paura. La libertà dovrebbe essere insegnata nelle scuole agli uomini liberi. Se lo Stato illiberale si oppone alla libertà del singolo, decade al ruolo di scherano e diventa marginale tra gli altri Stati. "La storia autentica può essere fatta soltanto da uomini liberi. La storia è l'impronta che l'uomo dà al destino. In questo senso possiamo dire che l'uomo libero agisce in nome di tutti: il suo sacrificio vale anche per gli altri." Il Ribelle agisce individualmente, traendo la propria moralità da un più alto senso delle istituzioni. "Per sapere che cosa sia giusto non gli servono teorie, né leggi escogitate da qualche giurista di partito. Il Ribelle attinge alle fonti della moralità, ancora non disperse nei canali delle istituzioni." ..."L'io si riconosce nell'altro, secondo la formula antichissima: 'tu sei quello'. L'altro può essere la persona amata, il fratello, il dolente, lo sprovveduto. L'io che gli porge aiuto si innalza nell'imperituro. Qui si consolida la struttura che è a fondamento del mondo".

## Considerazioni
"Alcuni critici hanno ritenuto che il nuovo libro di Ernst Jünger "Trattato del ribelle" rappresentasse la preoccupazione della Germania Occidentale per il collettivismo che si stava affermando in modo esplicito nella vicina Germania Orientale. L'individualismo aveva dimenticato che l'uomo è per natura un essere collettivo, il collettivismo è il movimento del nuovo mondo, in Russia, ha già raggiunto i suoi obiettivi, in America è in marcia. L'Europa è il continente dell'individualismo, l'intellighenzia europea aveva spinto l'individualismo all'estremo". Gli stessi pensatori, che uscivano sconfitti dalla guerra contro il nazismo, vedevano sorgere, a pochi passi da loro, la nuova dittatura del comunismo nella DDR. E si ponevano le stesse domande che si erano posti durante il periodo hitleriano: come reagire al totalitarismo? Che strumenti individuali e collettivi hanno i popoli per impedire alla repressione di annientarli? Non certo esclusivamente i mezzi "democratici" concessi dall'oppressore. Da qui la necessità di trovare nuove vie di fuga: "Il passaggio al bosco" è un movimento clandestino che prefigura la primavera di Praga e le successive spinte che porteranno finalmente alla caduta del muro di Berlino.
A volte Jünger ci mostra la foresta sotto specie mistiche: è il luogo misterioso dove l'uomo puro e autentico può essere umano. La foresta di Jünger ha una certa affinità con la Natura di Rousseau. Al fine di sfuggire alla pressione dell'ordine feudale-aristocratico, Rousseau raccomanda di tornare alla natura, che riporta l'uomo alla sua nuda essenza di coraggio e moralità. Pari tra pari. Anche nella foresta la libertà viene prima di tutto. Qui, tuttavia, il concetto di libertà è ambiguo in quanto Jünger non affronta fino in fondo il tema dell'autodeterminazione ma fornisce una sorta di "Magna Charta" della disobbedienza civile in un'epoca di governo parlamentare". In questo senso Jünger appartiene, - assieme a Henry David Thoreau e al suo esperimento-libro Walden, ovvero La vita nei boschi, Ralph Waldo Emerson, e altri filosofi, letterati e politici, fino al contemporaneo Noam Chomsky - quell'ampio movimento di idee anarchico insurrezionalista che si vedrà poi culminare nei movimenti di massa degli anni sessanta e più precisamente in quelle avanguardie intellettuali che, nei primi anni settanta, formarono i gruppi armati - Weather Underground negli Stati Uniti, Rote Armee Fraktion (RAF) in Germania e Brigate Rosse (BR) in Italia, per citarne alcuni - che hanno avuto la pretesa di porsi all'avanguardia dei movimenti rivoluzionari anti-capitalisti nei Paesi occidentali. Certo Jünger è considerato un uomo di destra e come tale fieramente avversato dalla intelligencija progressista che, per anni, lo ha relegato nel cantuccio dei pensatori intraprendenti ma non omologabili come Julius Evola, che non a caso pubblica proprio nel 1959 il saggio "L'«Operaio» nel pensiero di Ernst Jünger" o Mircea Eliade, regalandoli definitivamente alla destra. In fin dei conti l'accusa contro Jünger è sempre la stessa: aver flirtato con il potere hitleriano ai suoi albori e ostinarsi a dimostrare, in tutte le sue tesi sociologiche, che una capacità duratura di strutturare pensiero e potere, non si dà nelle organizzazioni di massa. Questo finisce sempre per essere ostaggio nelle mani di élite organizzate. Allora tanto vale siano aristocrazie fondate su principi irrinunciabili, quali la libertà individuale e la conoscenza. Ma il Trattato del Ribelle è una dichiarazione di guerra contro tutti i sistemi totalitari, di destra quanto di sinistra, e statutizza [Sic!: ?] un moto della coscienza che si ribella appunto all'omologazione eterodiretta, in nome di un anarchismo basato sui diritti primordiali del Waldgänger. Sua ripresa, negli anni Settanta, sarà la figura dell'anarca, descritta nel romanzo Eumeswil.

## Recensioni
- "Nei primi anni del dopoguerra, mentre si andava delineando quella integrazione planetaria nel nome della tecnica che oggi è sotto gli occhi di tutti, Ernst Jünger elaborò questo testo, apparso nel 1951, oggi più affilato che mai. La figura del Ribelle jüngeriano corrisponde a quella dell'anarca, del singolo braccato da un ordine che esige innanzitutto un controllo capillare e al quale egli sfugge scegliendo di «passare al bosco» – dissociandosi, una volta per sempre, dalla società. Il Ribelle jüngeriano sente di non appartenere più a niente e «varca con le proprie forze il meridiano zero»".

Adelphi, Risvolto di copertina
- "Il Waldgänger è una rappresentazione contemporanea dell'archetipo dell'Uomo Selvatico, colui che si salva grazie al suo sapere naturale. La Via del Bosco è dunque il percorso che ogni uomo deve compiere per recuperare la sua “selvatichezza”, e per riscoprire quelle forze ed energie maschili, anche violente ma necessarie alla trasformazione della realtà, che la società grandematerna ha sacrificato sull'altare delle buone maniere".

Claudio Risé, L'ombra del potere (Red edizioni)
- "Nell'antica Islanda il Waldgänger (letteralmente, colui che passa al bosco), è il proscritto che si dà alla macchia e conduce una vita solitaria, libera e rischiosa. Lo scrittore tedesco si rifà a questa tradizione nordica per tracciare la figura del Ribelle, un tipo d'uomo che sceglie di resistere al nichilismo desertificante del nostro tempo. Jünger individua nelle “teorie che tendono ad una spiegazione logica e razionale del mondo”, e nel “progredire della tecnica”, l'origine dell'assedio all'uomo moderno. Com'è possibile salvarsi da questa realtà che annienta l'essere, o perlomeno lo nasconde sotto identità artificiali? La risposta che Junger dà è : Incamminandosi lungo la Via del Bosco… "

Parados, "Dagli antichi ai moderni"
- "Libro complesso per questa età, ma nondimeno capace di accendere quei fervori salvifici e rivoluzionari che fanno bruciare di passione la giovinezza e dischiudono le porte alla ricerca di sé. Certo non tutto può essere interiorizzato, a vent'anni, ma riletto nel tempo e riaggiornato al tempo, sempre e comunque – nell'insegnamento di Jünger – eludendo il tempo, è un'opera che restituisce la consapevolezza che l'individuo, per essere tale, per trovare la via del sé, deve sapersi emancipare dalla massa, dai luoghi comuni, dalle maggioranze, dall'omologazione sociale e culturale, cercando di inoltrarsi nei tortuosi sentieri che portano al bosco".

Lankelot, Léon, dicembre 2009

## Edizioni
- Ernst Jünger, Trattato del ribelle, traduzione di F. Bovoli, Piccola Biblioteca Adelphi, 13ª ed., Adelphi, 1990,  p. 136, ISBN 88-459-0758-9.